# Società (sociologia)
Una società (dal latino societas, derivante dal sostantivo socius cioè "compagno, amico, alleato") è un insieme di individui dotati di diversi livelli di autonomia, relazione ed organizzazione che, variamente aggregandosi, interagiscono al fine di perseguire uno o più obiettivi comuni.

## Descrizione
Gli individui (persone in caso di società umana, animali nel caso di società animale o anche robot nel caso di robot sociali) condividono alcuni comportamenti stabilendo relazioni reciproche per costituire un gruppo o una comunità dotata di diversi modi e livelli di organizzazione; è dunque la presenza di livelli organizzativi che differenzia principalmente una società da un semplice insieme di soggetti.
Ciò che noi chiamiamo società è quella sintesi di esperienze varie e complesse che viene generalmente indicato come oggetto della conoscenza sociologica; attualmente anche gli studiosi di fisica si stanno interessando allo studio dei fenomeni sociali a partire dalla prospettiva dei sistemi complessi e questo sforzo ha dato vita alle discipline della sociofisica e dell'econofisica. In un'accezione ancora più ampia, si parla di società virtuale per quei fenomeni che si creano e si possono osservare nei gruppi durante l'interazione nel cyberspazio e di società artificiali per quelle che interessano entità artificiali come i computer, i robot, etc.

### Società umana
La società umana è una comunità organizzata, stanziata in un territorio definito, tendente all'autosufficienza economica, composta da individui che condividono una stessa cultura, che sono coscienti della loro identità e continuità collettiva e che stabiliscono fra loro rapporti e scambi più intensi rispetto a quelli stabiliti con membri di altre collettività. In contrapposizione con il termine comunità, la parola "società" indica un sistema di relazioni artificiali impersonali, mediate dal mercato e fondate su un contratto. 
Gli individui che la compongono sono solitamente organizzati in ceti e classi sociali. La sociologia formale tedesca e la microsociologia considerano la società come comunità ove sia presente azione reciproca fra individui. I funzionalisti descrivono la società come un sistema di individui che interagiscono fra di loro secondo determinate caratteristiche. Nella storia, si sono avute circa cinquemila società diverse, classificate in base a vari criteri fra i quali: il tipo di religione, le forme dell'economia, il linguaggio, l'istituzione dominante.